# 大車輪松五郎
大車輪 松五郎（だいしゃりん まつごろう、1949年9月25日 - ）は、石川県小松市出身で時津風部屋に所属した元大相撲力士。本名は小坂 芳正（おさか よしまさ）。178cm、105kg。最高位は西十両6枚目。得意技は左四つ、寄り。

## 来歴
農家を営む実家に生まれ、丸の内中学校2年生の時に上京して入門し、上京するにあたって両国中学校に転校した。1964年5月場所に初土俵。1973年3月場所に新十両。その場所は8勝7敗と勝ち越すが、翌5月場所は3勝12敗と大きく負け越し、幕下へ陥落。幕下に陥落してからもしばらく低迷していたが、1977年3月場所に4年ぶりに十両に復帰する。復帰した場所は8勝7敗と新十両以来となる勝ち越しを決めるが、翌5月場所は3勝12敗と大きく負け越し、再度幕下へ陥落。その後は1978年9月場所に十両に復帰しても1場所で幕下に陥落したりと十両に定着できなかったが、1979年1月場所に再度十両に復帰すると、連続して勝ち越すなど十両に定着した。幕下で全敗した1980年1月場所限りで引退（廃業）。

## その他
1977年3月場所4日目と1979年5月場所5日目に当時十両だった千代の富士と対戦して、初顔では勝利したが、2戦目は敗北している。

## 主な成績
- 通算成績：375勝359敗4休  勝率.511
- 十両成績：59勝91敗  勝率.393
- 現役在位：95場所
- 十両在位：10場所

### 場所別成績
| | 一月場所 初場所（東京） | 三月場所 春場所（大阪） | 五月場所 夏場所（東京） | 七月場所 名古屋場所（愛知） | 九月場所 秋場所（東京） | 十一月場所 九州場所（福岡） |
| --- | ----------------------- | ----------------------- | ----------------------- | --------------------------- | ----------------------- | --------------------------- |
| 1964年 （昭和39年） | x                       | x                       | （前相撲）              | 西序ノ口19枚目 6–1          | 東序二段77枚目 1–6      | 西序二段118枚目 5–2         |
| 1965年 （昭和40年） | 東序二段65枚目 4–3      | 東序二段36枚目 2–5      | 西序二段59枚目 3–4      | 東序二段72枚目 2–5          | 西序二段89枚目 4–3      | 西序二段47枚目 4–3          |
| 1966年 （昭和41年） | 東序二段14枚目 3–4      | 東序二段26枚目 4–3      | 西序二段4枚目 5–2       | 西三段目56枚目 3–4          | 東三段目70枚目 4–3      | 西三段目37枚目 4–3          |
| 1967年 （昭和42年） | 東三段目27枚目 3–4      | 西三段目41枚目 5–2      | 西三段目59枚目 1–6      | 東三段目87枚目 5–2          | 東三段目59枚目 3–4      | 西三段目68枚目 3–4          |
| 1968年 （昭和43年） | 東三段目80枚目 5–2      | 西三段目47枚目 5–2      | 西三段目21枚目 5–2      | 西幕下58枚目 2–5            | 西三段目17枚目 2–5      | 東三段目35枚目 4–3          |
| 1969年 （昭和44年） | 東三段目26枚目 5–2      | 東三段目5枚目 4–3       | 東幕下58枚目 5–2        | 東幕下35枚目 3–4            | 東幕下40枚目 4–3        | 西幕下32枚目 2–5            |
| 1970年 （昭和45年） | 東幕下48枚目 4–3        | 西幕下39枚目 4–3        | 西幕下33枚目 4–3        | 西幕下25枚目 2–5            | 西幕下43枚目 5–2        | 東幕下25枚目 4–3            |
| 1971年 （昭和46年） | 西幕下20枚目 2–5        | 東幕下38枚目 6–1        | 東幕下14枚目 2–5        | 東幕下29枚目 2–5            | 東幕下48枚目 5–2        | 西幕下26枚目 5–2            |
| 1972年 （昭和47年） | 東幕下15枚目 4–3        | 西幕下9枚目 2–5         | 西幕下24枚目 4–3        | 西幕下20枚目 6–1            | 東幕下5枚目 4–3         | 東幕下3枚目 4–3             |
| 1973年 （昭和48年） | 東幕下2枚目 4–3         | 東十両13枚目 8–7        | 西十両11枚目 3–12       | 東幕下10枚目 4–3            | 西幕下6枚目 3–4         | 西幕下11枚目 5–2            |
| 1974年 （昭和49年） | 東幕下6枚目 3–4         | 東幕下10枚目 3–4        | 東幕下15枚目 5–2        | 西幕下5枚目 2–5             | 東幕下17枚目 6–1        | 西幕下4枚目 2–5             |
| 1975年 （昭和50年） | 西幕下17枚目 4–3        | 東幕下15枚目 3–4        | 西幕下21枚目 5–2        | 東幕下13枚目 0–3–4          | 東幕下46枚目 5–2        | 東幕下27枚目 5–2            |
| 1976年 （昭和51年） | 西幕下15枚目 6–1        | 東幕下4枚目 3–4         | 西幕下7枚目 5–2         | 東幕下2枚目 3–4             | 東幕下7枚目 5–2         | 西幕下筆頭 4–3              |
| 1977年 （昭和52年） | 東幕下筆頭 4–3          | 西十両13枚目 8–7        | 東十両11枚目 3–12       | 西幕下9枚目 2–5             | 東幕下26枚目 6–1        | 東幕下9枚目 3–4             |
| 1978年 （昭和53年） | 西幕下13枚目 3–4        | 西幕下19枚目 5–2        | 西幕下8枚目 5–2         | 西幕下2枚目 6–1             | 東十両11枚目 4–11       | 西幕下8枚目 6–1             |
| 1979年 （昭和54年） | 東十両13枚目 8–7        | 西十両10枚目 8–7        | 東十両7枚目 6–9         | 東十両9枚目 8–7             | 西十両6枚目 3–12        | 東幕下4枚目 2–5             |
| 1980年 （昭和55年） | 東幕下16枚目 引退 0–7–0 | x                       | x                       | x                           | x                       | x                           |
| 各欄の数字は、「勝ち-負け-休場」を示す。 優勝 引退 休場 十両 幕下 三賞：敢=敢闘賞、殊=殊勲賞、技=技能賞 その他：★=金星 番付階級：幕内 - 十両 - 幕下 - 三段目 - 序二段 - 序ノ口 幕内序列：横綱 - 大関 - 関脇 - 小結 - 前頭（「#数字」は各位内の序列） |                         |                         |                         |                             |                         |                             |

## 改名歴
- 小坂（おさか）1964年5月場所 - 1966年1月場所
- 比咩の里（ひめのさと）1966年3月場所 - 1970年7月場所
- 雷剛山（らいごうざん）1970年9月場所 - 1971年1月場所
- 松の山（まつのやま）1971年3月場所
- 松乃山 芳正（まつのやま よしまさ）1971年5月場所 - 1973年3月場所
- 松乃山 松五郎（まつのやま まつごろう）1973年5月場所 - 1978年5月場所
- 大車輪 松五郎（だいしゃりん まつごろう）1978年7月場所 - 1980年1月場所